# آلفا-اولفین

هگز-۱-ان، نمونه ای از یک آلفا-اولفین. اعداد آبی شماره گذاری آیوپاک اتم‌های زنجیره اصلی مولکول را نشان می‌دهد. نمادهای قرمز برچسب گذاری نام اتم‌های زنجیره اصلی را طبق حروف یونانی نشان می‌دهند. پیوند دوگانه یک الفین-آلفا بین اتم‌های کربن شماره ۱ و ۲ (آیوپاک) یا α و β (حروف یونانی) قرار دارد.

آلفا-اولفین‌ها (یا α-اولفین‌ها) خانواده ای از ترکیبات آلی هستند. این ترکیبات نوعی آلکن (با نام اولفین‌ها نیز شناخته می‌شوند) با فرمول شیمیایی CxH۲x هستند که با داشتن پیوند دوگانه در موقعیت اولیه یا آلفا (α) متمایز می‌شوند. این محل قرارگیری پیوند دوگانه، واکنش پذیری ترکیب را افزایش داده و آن را برای بسیاری از کاربردها مفید می‌سازد.

## مثال‌ها
نمونه‌هایی از آلفا الفین‌های خطی عبارتند از پروپن، ۱-بوتن و ۱-دکن.
نمونه ای از آلفا الفین شاخه ای ایزوبوتیلن است.

## همچنین ببینید
- گروه وینیل